# Datenbank-Infosystem
Das Datenbank-Infosystem (DBIS) ist ein bibliothekarisches Online-Portal, das wissenschaftliche Datenbanken verzeichnet. Im Dezember 2024 umfasste es etwa 14.660 Beschreibungen von Datenbanken, die kooperativ von über 300 Bibliotheken, überwiegend aus dem deutschsprachigen Raum, laufend aktualisiert und erweitert werden. Aufgenommen werden sowohl freie Datenbanken als auch solche, die für eine jeweilige Bibliothek oder eine Region lizenziert werden müssen. Neben klassischen Online-Datenbanken werden auch Spezialbestände verzeichnet, die nicht online verfügbar sind. DBIS ist ein Service der Universitätsbibliothek Regensburg und wurde von 2020 bis 2024 in einem DFG-geförderten Projekt weiterentwickelt.

## Geschichte
DBIS wurde im Jahr 2002 an der Universitätsbibliothek Regensburg aufgebaut. Der Dienst entstand ursprünglich innerhalb des Projekts „Virtuelle Bibliothek Bayern“, das mit Landesmitteln gefördert wurde. Vorbild war dabei die Elektronische Zeitschriftenbibliothek, die schon seit 1997 an derselben Bibliothek entwickelt wird. Bis zum August 2004 wurde DBIS in 25 Bibliotheken eingesetzt, im Jahr 2006 waren es bereits 91, 2024 sind 332 Bibliotheken beteiligt.
Im weiteren Verlauf wurde das Projekt durch die Deutsche Forschungsgemeinschaft (DFG) gefördert. Im April 2020 wurden erneut Mittel für das Projekt „Ausbau, Konsolidierung und Optimierung des überregional genutzten Datenbank-Infosystems DBIS“ von der Deutschen Forschungsgemeinschaft genehmigt. Damit sollte DBIS bis 2024 weiterentwickelt werden. Mitte Oktober 2024 wurde die im Rahmen des Projekts erarbeitete neue DBIS‑Nutzendenoberfläche veröffentlicht. Die neuen Funktionen werden in einem „Videotutorial: erste Schritte im neuen DBIS“ beschrieben.